# Hällsjön (Husby socken, Dalarna)
Hällsjön är en sjö i Hedemora kommun i Dalarna och ingår i Dalälvens huvudavrinningsområde. Sjön har en area på 0,476 kvadratkilometer och ligger 126,1 meter över havet. Sjön avvattnas av vattendraget Ässjöån.

## Delavrinningsområde
Hällsjön ingår i det delavrinningsområde (670434-151919) som SMHI kallar för Mynnar i Hålen. Medelhöjden är 146 meter över havet och ytan är 8,17 kvadratkilometer. Det finns inga avrinningsområden uppströms utan avrinningsområdet är högsta punkten. Ässjöån som avvattnar avrinningsområdet har biflödesordning 3, vilket innebär att vattnet flödar genom totalt 3 vattendrag innan det når havet efter 183 kilometer. Avrinningsområdet består mestadels av skog (59 procent) och jordbruk (21 procent). Avrinningsområdet har 0,6 kvadratkilometer vattenytor vilket ger det en sjöprocent på 7,3 procent.